# Mazie Follette
Mazie Follette fue una bailarina, actriz, artista de vodevil y Florodora girl estadounidense. También escribió poesía y fue testigo en el juicio por asesinato de Harry Kendall Thaw.

## Carrera

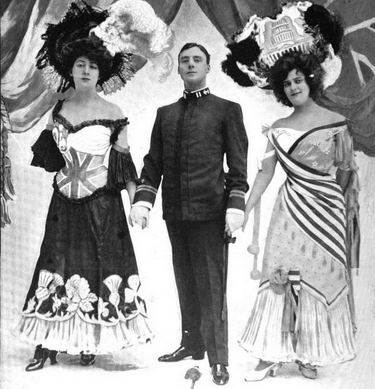
Mazie Follette, Harry Fairleigh, y Nellie Adams en The Prince of Pilsen, en una publicación de 1903.

Mazie Follette estudió danza con Filiberto Marcheti.

Follette bailó, actuó y cantó en papeles de soubrette. Abandonó la compañía de Lulu Glaser en 1901, tras ser acusada de flirtear con el público. Fue una "Florodora Girl", en el espectáculo Florodora en el Winter Garden en 1902. Las apariciones de Follette en Broadway incluyeron papeles en Fiddle-dee-dee (1900–1901), The Prima Donna (1901), The Strollers (1901), The Sleeping Beauty and the Beast (1901–1902), The Supper Club (1901–1902), Twirly Whirly (1902), The Wild Rose (1902), The Big Little Princess (1903), Winsome Winnie (1903–1904), Princess Beggar (1906), y From Across the Pond (1907).

## El juicio de Thaw y sus consecuencias
Follette era conocida por su extravagante vida social; una vez tomó un tren de Chicago a Nueva York con dos jóvenes hombres de negocios para cenar langosta. También intentó adoptar un hipopótamo bebé como mascota. "Frívolo para los extraños, fue la heroína de muchas historias humorísticas de Broadway, desgraciada e injustamente mencionada en relación con varias escapadas desagradables". Follette era parte del círculo social de Stanford White, y confidente de Evelyn Nesbit antes de que Nesbit se casara. Se la buscó para que ayudara a la acusación en el muy publicitado juicio del esposo de Nesbit, Harry Kendall Thaw, en 1907. "Se cree que sabe más de Stanford White y de la vida interior y el funcionamiento de Evelyn Thaw que cualquier otra persona viva," decía un relato. 
Tras el juicio, durante un tiempo trabajó en un plan para organizar y formar coristas. Follette también escribió poesía para publicaciones, bajo seudónimo. En 1908 trabajó en vodevil. Otras obras de su carrera posterior fueron The Gay Musician (1909), y Shorty McCabe (1911).
Un personaje de la película muda de 1915 Betty in Search of a Thrill se llama "Maizie Follette".